# Paloma Villegas
Paloma Villegas (* 12. Oktober 1951 in Mexiko-Stadt) ist eine mexikanische Schriftstellerin, Übersetzerin, Literaturkritikerin und Dozentin. Sie wurde 2005 für ihren Roman Agosto y fuga mit dem Premio Sor Juana Inés de la Cruz ausgezeichnet.

## Leben
Villegas studierte Spanische Sprache und Literatur an der Philosophischen Fakultät der Universidad Nacional Autónoma de Méxicco. Sie arbeitete als Professorin an der Universidad Autónoma Metropolitana, leitete literarische Werkstätten und war Mitglied des Herausgeberteams der Zeitschrift Cuadernos Políticos sowie von Ediciones ERA, wo sie ab 1988 in verschiedenen Positionen tätig war. Daneben war Villegas auch als Übersetzerin tätig und übertrug mehr als zwanzig Bücher aus anderen Sprachen ins Spanische, sowohl für mexikanische als auch für spanische Verlage. Ihre eigenen literarischen und kritischen Beiträge erschienen in verschiedenen Publikationen, darunter La Jornada Semanal, Nexos und La Mesa Llena.

## Wirken
Villegas erhielt insbesondere durch ihren Roman Agosto y fuga Aufmerksamkeit, für den sie 2005 den Premio Sor Juana Inés de la Cruz erhielt. In ihrem Werk thematisiert sie vor allem die politische und soziale Atmosphäre Mexikos zur Zeit wichtiger historischer Umbrüche, ohne dabei in eine direkte politische Anklage zu verfallen. Stattdessen konzentriert sich Agosto y fuga auf die subjektiven Empfindungen und existentiellen Sorgen mehrerer Charaktere im Vorfeld der mexikanischen Präsidentschaftswahlen von 1994.
Villegas schafft dabei eine dichte und spannungsgeladene Atmosphäre, indem sie die Handlung aus verschiedenen Blickwinkeln erzählt und Einblicke in die inneren Konflikte ihrer Figuren bietet. Stilistisch zeichnet sich ihr Schreiben durch eine poetische und zugleich präzise Sprache aus, die je nach emotionaler und thematischer Lage zwischen ruhiger Reflexion und drastischer Darstellung von Gewalt oszilliert.
Ihr Roman wird als bedeutender Beitrag zur mexikanischen „narrativa política“ angesehen, da er auf originelle Weise die individuelle Wahrnehmung gesellschaftlicher Spannungen und politischer Veränderungen verarbeitet. Villegas’ Werk ist zudem Bestandteil der Anthologie México sabe México: textos de cincuenta prosistas contemporáneos.